# Claudia Wohlfromm

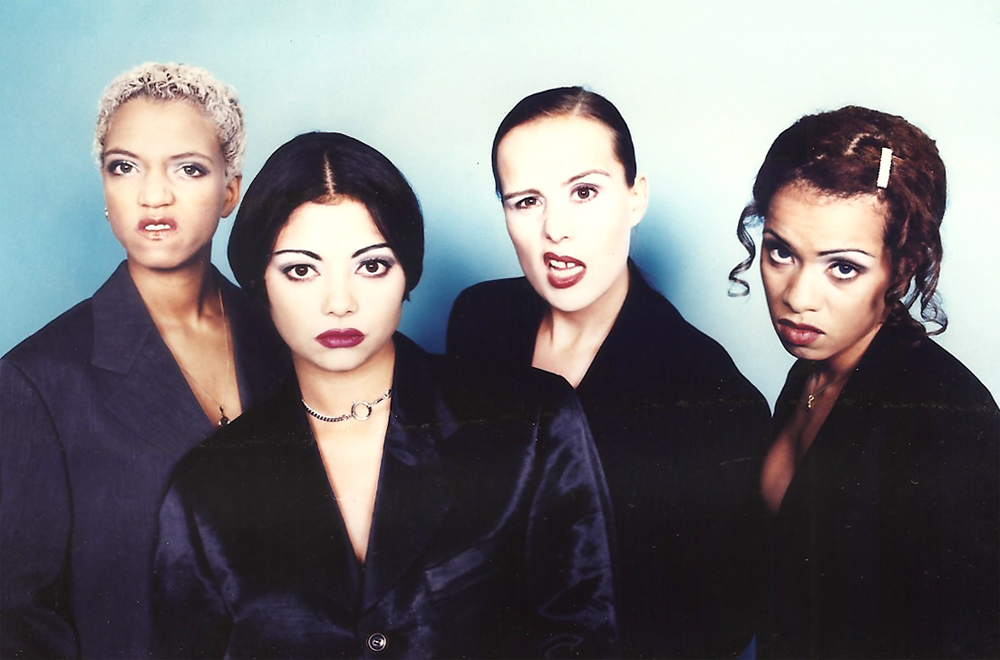
Wohlfromm (2. v. r.) mit Tic Tac Toe (1997)

Claudia Alexandra Wohlfromm (* 26. April 1964 in Iserlohn) ist eine deutsche Musikmanagerin, Autorin, Musikerin und Texterin.

## Biografie
Wohlfromm wuchs mit drei Geschwistern als älteste Tochter eines Managers und Diplom-Kaufmanns in einem  Geschäftshaushalt auf. Das 1932 von ihrem Großvater gegründete Süßwaren- und Spirituosengeschäft wird heute in der dritten Generation in Iserlohn geführt.
Mit 17 Jahren gründete Wohlfromm im Zuge der Neuen Deutschen Welle ihre erste eigene deutschsprachige Liveband Demnächst und war Gastsängerin bei Corry and the Flipskins. Unter dem Künstlernamen Claudia Mattini veröffentlichte sie 1984 bei RCA ihre erste Solo-Single Endlich Ferien, eine Coverversion des Madonna-Titels Holiday.
Mit einem langfristigen Künstlervertrag für ihre  Band Sunny Side Up konnte sie sich in den Berliner Hansa-Tonstudios, die zuvor mit David Bowie, U2 und Iggy Pop gearbeitet hatten, als Musikerin weiterentwickeln. 1991 gründete Wohlfromm mit Thorsten Börger ihre eigene Musikproduktionsfirma Flash&Fly Music. Gemeinsam erfanden und gründeten sie 1995 die Girlgroup Tic Tac Toe.
1997 übernahm Wohlfromm auch das Management für den österreichischen Sänger Falco, dessen letztes Album Out of the Dark in ihrem Tonstudio produziert wurde. Sie steuerte mit ihrer Firma Flash&Fly die Titelmusik für die Kinofilme und TV-Serien Manta – Der Film, Die Tigerin, Japaner sind die besseren Liebhaber, The Railers, Top Cops und Die Unendliche Geschichte bei. Sie verfasste mehrere Texte zu Titeln von Tic Tac Toe und ist Verfasserin und Herausgeberin eines Tic-Tac-Toe-Tourneetagebuchs. Wohlfromm wurde für ihre musikalische Arbeit mit 18 Gold-, 8 Platin- und 4 Doppelplatin-Awards ausgezeichnet.
Im Juni 2011 gründete sie nach zehnjähriger Unterbrechung ihrer Geschäftstätigkeit die Firma „Hecho-Con-Amor Music“ und nahm Ex-Tic-Tac-Toe-Mitglied Marlene Victoria Tackenberg alias Jazzy unter  Vertrag.

## Veröffentlichungen
- Claudia A. Wohlfromm: Tic Tac Toe. Frei nach Schnauze. Livetour (Broschiert). Egmont vgs Verlagsgesellschaft, Köln 1997. ISBN 3-8025-2518-3